# BMO Harris Bank Center
BMO Harris Bank Center je víceúčelová aréna nacházející se v Rockfordu ve státě Illinois v USA. Otevření proběhlo v roce 1981. Aréna je domovským stadionem týmu AHL Rockford IceHogs, který je záložním týmem klubu NHL Chicago Blackhawks.
V roce 2011 uzavřela banka BMO Harris Bank s místním klubem AHL dlouholetou sponsorskou smlouvu. Aréna Rockford MetroCentre tím dostala nový název BMO Harris Bank Center.
Arénu navštíví každým rokem 300 až 400 tisíc diváků. Kromě 38 zápasů místního klubu AHL je stadion místem koncertů, ledových revue Disney on Ice a Walking with Dinosaurs a motoristických show Monster Trucks a Arena Cross. 